# Nozomi Sasaki (seiyū)
 (mars 2022).
Si vous disposez d'ouvrages ou d'articles de référence ou si vous connaissez des sites web de qualité traitant du thème abordé ici, merci de compléter l'article en donnant les références utiles à sa vérifiabilité et en les liant à la section « Notes et références ».
Pour les articles homonymes, voir Nozomi Sasaki.
Nozomi Sasaki (佐々木 望, Sasaki Nozomi, en hiragana ささき のぞみ), née le 19 février 1983 dans la préfecture de Kanagawa, est une seiyū (comédienne de doublage) japonaise.

## Biographie
La famille de Nozomi Sasaki habite Osaka, au Japon. Elle est l'aînée d'une famille de quatre enfants.[réf. nécessaire]
Son nom partage les kanjis d'un autre seiyū, Nozomu Sasaki. Elle décline donc habituellement son identité en hiragana, pour s'en distinguer.
Après l'université, elle occupe un poste d'office lady tout en prenant part à des ateliers et des auditions pour des rôles de seiyū. Elle y rencontre Akitarō Daichi, qui lui propose d'auditionner pour un projet de série télévisée en préparation, intitulé C'était nous, où elle obtient le rôle principal. Sa carrière est lancée et elle obtient un rôle dans l'OAV Winter Garden.
Depuis l'enregistrement de Sora no Manimani (宙のまにまに), elle se réunit souvent avec Junji Majima et Mitsuki Saiga.[réf. nécessaire][évasif]
Elle ouvre un blog le 21 mars 2007[source secondaire souhaitée].

## Carrière

### Séries animées

#### Années 1990
- 1998 : Sore Ike! Anpanman : Macaron-san

#### Années 2000
- 2006 : C'était nous : Takahashi Nanami
- 2006 : Winter Garden : Aiko

- 2007 : Lucky☆Star : Patricia Martin
- 2007 : IdolM@ster : Xenoglossia : Suzuna
- 2007 : Prince Mackaroo : Usagi
- 2007 : Les Misérables: Shōjo Cosette : Charlotte

- 2008 : La Fille des enfers : Kaede Inai
- 2008 : A Certain Magical Index : MIKASA 10031 et MIKASA 10032
- 2008 : Telepathy Shōjo Ran Jiken Note : Une élève

- 2009 : Sawako : Yano Ayane
- 2009 : Kurokami The Animation : Mayu et Emi
- 2009 : GA: Geijutsuka Art Design Class : Un employé de magasin et une maîtresse d'école
- 2009 : Jewelpets, le royaume des bijoux : Sapphie, Aki, Kotora, Chibikuro et Io
- 2009 : Sora no Manimani : Izumi
- 2009 : Natsu no arashi!  : Une jeune fille
- 2009 : Princess Lover ! : Kaneko Ayano et une servante
- 2009 : Yume o kanaerujou : Une OL, une employée d'une supérette, Misato Iraishi et une trentenaire
- 2009 : Yumeiro pâtissière et Yumeiro pâtissière Special Professional : Ayukawa Yōko
- 2009 : Yumeiro pâtissière Special Professional : Ayukawa Yōko

#### Années 2010
- 2010 : A Certain Magical Index II : Mikoto Misaka
- 2010 : Shiki : Kunihiro Ritsuko
- 2010 : Jewelpet Twinkle☆ : Sapphie, Io et Avenue
- 2010 : Durarara!! : Kyoko
- 2010 : Togainu no Chi : Yukari
- 2010 : Hime Chen! Otogi Chikku Idol Lilpri : Washio Takuya
- 2010 : A Certain Magical Index-tan II : MIKASA 10032
- 2010 : Break Blade 3: Kiōjin no Ato : Leda
- 2010 : Break Blade Picture Drama : Leda

- 2011 : Sawako : Yano Ayane
- 2011 : Jewelpet Sunshine : Sapphie, Io, Kurara Nemoto et le fantôme d'un enfant
- 2011 : Honto ni atta! Reibai-sensei : Chinatsu Akagi, une officier en fonction, une femme, le dieu de la peste, la mère d'Akira et un office[évasif]
- 2011 : Yuruani? : Un oiseau de proie, une jeune fille, un nouveau, Rynda, une danseuse et une élève
- 2011 : A Certain Magical Index II : MIKASA 10032

- 2012 : Gokujyo: Gokurakuin Joshikōryō Monogatari : Asuka Utsunomiya
- 2012 : Kids on the Slope : Une infirmière
- 2012 : Jewelpet Kira☆Deco! : Sapphie, Io, la narration, Avenue, Messu Kotori, Dodome, Fujiko Sai, une jeune femme et un bel oignon
- 2012 : Jewelpet Movie: Sweets Dance Princess : Sapphie

- 2012 : Humanity Has Declined : Une fée, une femme et une étudiante
- 2012 : Sore ike! Anpanman : Macaron
- 2012 : Thermae Romae : Une mère et une cliente
- 2012 : Listen to Me, Girls. I Am Your Father! : Okae Kiyomi
- 2012 : Le Garçon d'à côté : Ninomiya Saeko
- 2012 : Jinrui wa suitai Shimashita : Yōsei-san
- 2012 : Gokujo: Gokurakuin Joshikou Ryou Monogatari : Utsunomiya Asuka

- 2013 : Jewelpet Happiness : Sapphie, Io, et Mutsumi Mochida
- 2013 : To aru majutsu no Railgun S: Motto Marutto Railgun : MIKASA 1, MIKASA 9982, MIKASA 10031 et MIKASA 10032
- 2013 : My Teen Romantic Comedy is Wrong as I Expected : Ebina Hina
- 2013 : Gokujo: Sōda Onsen ni ikō : Utsunomiya Asuka
- 2013 : A Certain Magical Index Movie: Endymion no Kiseki : MIKASA 10032

- 2014 : Terra Formars : Hong
- 2014 : Space Dandy, saison 2 : Lutona
- 2014 : Lady Jewelpet : Io
- 2014 : Mitsuwano : Kikuzuki Riko

- 2015 : Jewelpet Magical Change : Sapphie
- 2015 : My Teen Romantic Comedy SNAFU. Zoku : Ebina Hina

- 2016 : Terra Formars: Revenge : Hong

- 2018 : A Certain Magical Index III : MIKASA 10777

- 2019 : A Certain Magical Railgun Accelerator : MIKASA 10046 et MIKASA 10090
- 2019 : Meiji Tokyo renka : Fumi

#### Années 2020
- 2020 : My Teen Romantic Comedy SNAFU. Kan : Ebina Hina
- 2020 : A Certain Magical Railgun T : MIKASA 10032

- 2022 : Jewelpet: Attack Travel! : Sapphie

### Jeux vidéo
- Fire Emblem Fates - Felicia, Oboro
- Fire Emblem Warriors - Oboro
- Fire Emblem Heroes - Brunnya, Felicia, Oboro, Sue
- Soul Calibur V - Pyrrha Alexandra
- Brave Sword × Blaze Soul (2015) - Mistilteinn[1]
- Aokana: Four Rhythm Across the Blue - Mayu Ganeko
- MeiQ: Labyrinth of Death - Glenn of Fire
- Granblue Fantasy - Danua
- Azur Lane - Eldrige

## Musique
- Bokura ga ita : interprète le cinquième générique de fin, épisodes 7, 9, 11, 13 (Futari no kisetsu ga)[5].
- Beelzebub : interprète le quatrième générique de fin, épisodes 36 à 48 (Papepipu♪ Papipepu♪ Papepipupo♪)[6].